# Ciguatera
Ciguatera is een vergiftiging door inname van het gif ciguatoxine. Dit is een toxine geproduceerd door bepaalde dinoflagellaten die op koraalriffen leven.

## Ciguatoxine
Ciguatoxine komt voor in algen in tropische zeeën, met name in de Grote Oceaan en het noorden van de Caribische zee waaronder de zeeën rondom Saba (Sababank), St. Eustatius en St. Maarten. Ciguatoxine wordt amper afgebroken in dieren waardoor de concentratie van het gif groter wordt naarmate een dier hoger in de voedselketen staat. Kleine vissen eten de algen, grote vissen eten de kleine, nog grotere de grote etc. Grote roofvissen zoals de barracuda, murene en tandbaars kunnen hoge concentraties van het gif bevatten. Wanneer deze besmette vissen gegeten worden kan het ciguateravergiftiging geven. Ciguatoxine is hittebestendig en vervalt dus niet in onschadelijker componenten bij het koken of bakken van de vis.

## Klinische verschijnselen
Ciguateravergiftiging geeft vooral maag-, darm- en neurologische klachten. De belangrijkste symptomen zijn: misselijkheid, overgeven, diarree, hoofdpijn, spierpijn, gevoelsstoornissen en hallucinaties. Een typisch verschijnsel bij ernstige gevallen is de koude allodynie. Hierbij krijgen patiënten een brandend gevoel wanneer ze met iets kouds in aanraking komen. Soms wordt dit beschreven als het omkeren van het koude en warmtegevoel maar dat is incorrect. Er zijn aanwijzingen dat het gif ook door seksuele gemeenschap of borstvoeding doorgegeven kan worden. De klachten en symptomen kunnen weken en soms wel jaren aanhouden. Na jaren kunnen de klachten spontaan weer terugkeren, deze recidieven kunnen uitgelokt worden door diverse factoren zoals het consumeren van vis of alcoholische drank. In 2016 is een Britse vrouw in Mexico overleden aan een hartstilstand als gevolg van ciguatera na het eten van vis.

## Behandeling
Er bestaat geen specifieke behandeling tegen ciguateravergiftiging. Alleen symptoombestrijding en ondersteunende behandelingen zoals pijnstilling en infusie zijn mogelijk. Preventie van de ziekte door geen vis te eten uit risicogebieden is het meest effectief.